# Penalizace
Penalizace (z latinského poena – trest) ve svém původním významu znamená uložení peněžního trestu, vyměření pokuty apod.

## Přenesený význam slova
V přeneseném významu pak toto slovo někdy vyjadřuje i jiné než peněžní tresty či finanční postihy. Ve sportu se může jednat například o ztrátu soutěžních bodů v nějakém závodu nebo soutěži nebo, případně o časové znevýhodnění (trestný čas) apod.
Pojem pronikl i do světa počítačů respektive internetových vyhledávačů jakožto pojem penalizace webu apod.